# サーラー・アリー・カーン
サーラー・アリー・カーン（Sara Ali Khan、1995年8月12日 - ）は、インドのボリウッドで活動する女優。2018年のデビュー作『Kedarnath』でフィルムフェア賞 新人女優賞を受賞し、2019年にはフォーブス・インディアのフォーブス・セレブリティ100で第56位（推定年収5750万ルピー）に選ばれた。

## 生い立ち

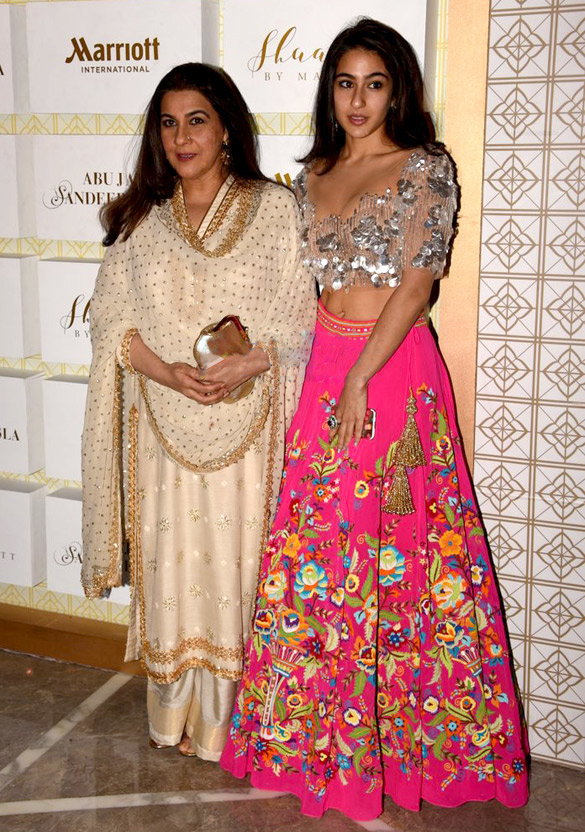
サーラー・アリー・カーンとアムリタ・シン（2017年）

1995年8月12日にムンバイで生まれる。父サイーフ・アリー・カーン、母アムリタ・シン、父方の祖母シャルミラ・タゴールはボリウッドの女優、父方の祖父マンスール・アリー・カーン・パタウディはクリケット選手として知られている。サーラーの生家であるパタウディ家はイギリス領インド帝国時代に藩王だった家系であり、母方の祖父母にはシヴィンダール・シン・ヴィルク（インド軍の将校）、ルクサナ・スルターナー（ソーシャライト）がいる。弟にはイブラーヒーム・アリー・カーンがおり、異母兄弟にはタイムル・アリー・カーン（サイーフとカリーナ・カプールの息子）がいる。サーラーは父方からベンガル人とパシュトゥーン人、母方からパンジャーブ人の血を受け継いでいる。
4歳の時に広告業界で活動を始める。サイーフによると、サーラーはアイシュワリヤー・ラーイ・バッチャンの影響を受けて女優を目指すようになったという。2004年に両親が離婚し、アムリタが親権を得た。離婚後しばらくはサイーフはサーラーたちに面会することができなかったが、アムリタと和解後に面会を許されるようになり、サーラーとは「友人のような関係」になった。また、父の再婚相手のカリーナとも良好な関係を築いており、2018年にサーラーはカリーナについて「彼女のプロフェッショナリズムを吸収したいと思っています」と語っている。
10代のころは体重維持に悩み、厳格なスケジュール管理の下でトレーニングに励んでいた。サーラーは多嚢胞性卵巣症候群を発症しており、これが体重増加の原因と考えられている。彼女はアメリカ合衆国のコロンビア大学に留学して歴史学と政治学を学び 、2016年には予定よりも早く卒業過程を修了し、残りの1年半はウェイト・トレーニングに費やした後、インドに帰国した。

## キャリア

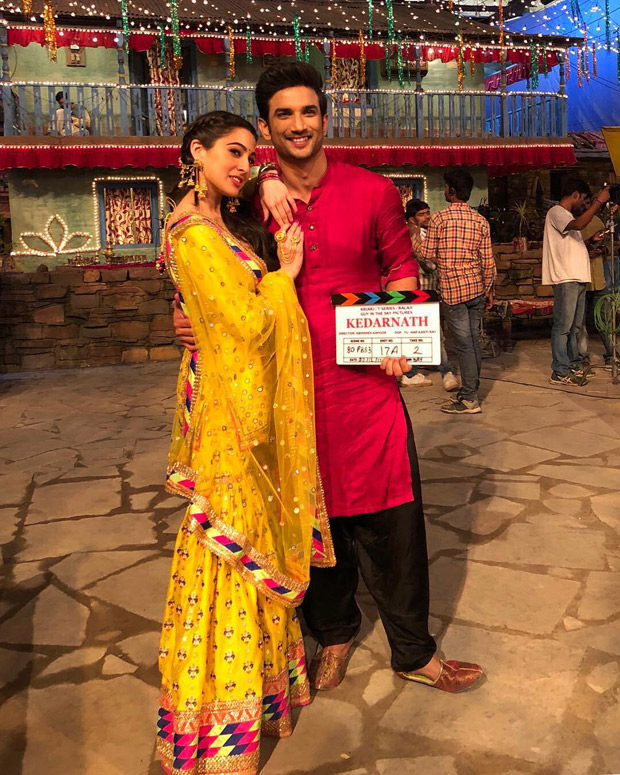
『Kedarnath』撮影現場でのサーラー・アリー・カーンとスシャント・シン・ラージプート（2018年）

2018年にアビシェーク・カプールの『Kedarnath』で女優デビューし、スシャント・シン・ラージプートが演じるムスリムの青年に恋するヒンディー教徒の少女を演じた。サーラーは役作りのために、スシャントの協力を得てヒンディー語の語彙を学んでいる。同作は製作中にアビシェークとクリアルジ・エンターテインメントが意見対立して同社が製作から外され、公開前にはケダルナート寺院の僧侶たちが「ラヴ・ジハードを促進させる」内容に抗議してボイコットを呼びかけ、インド人民党指導部も上映中止を求め、ウッタラーカンド州の上映が禁止されるなどトラブルが発生している。同作は賛否両論となったが、サーラーの演技は絶賛された。ムンバイ・ミラーのクナル・グハーは、映画は「1980年代のボリウッド映画の焼き直し」と酷評したが、サーラーの演技については「彼女が演じるムクーが怒る時、希望を抱く時、絶望または無邪気に浮かれている時。彼女は目で感情を表現する。彼女は私たちに様々な顔の味を味わわせてくれる」と称賛している。デイリー・ニュース&アナライシスのミーナ・アイヤールもサーラーの演技を「華々しいもの」と評価している。同作は興行的な成功を収め、サーラーはフィルムフェア賞 新人女優賞と国際インド映画アカデミー賞 新人女優賞を受賞している。
『Kedarnath』公開の数週間後には、『Temper』をリメイクしたローヒト・シェッティの『シンバ』でランヴィール・シンと共演した。サーラーは『Kedarnath』の撮影が一時中断した時期に『シンバ』の撮影に参加しており、そのためにアビシェークとの間で訴訟に発展したが、最終的に劇中の出演時間を調整することで和解した。ローナク・コーテチャはザ・タイムズ・オブ・インディアに批評を寄稿し、「息を吞むような美貌を見る以外にするべきことがない」と批評し、サーラーとランヴィールのコンビを酷評した。同作は興行収入40億ルピーの成功を収め、2018年公開のボリウッド映画興行成績第3位を記録している。
2020年に『Love Aaj Kal』の精神的続編であるイムティアズ・アリーの『Love Aaj Kal』でカールティク・アーリヤンと共演し、問題のある過去を持つ少女を演じた。Scroll.inのナンディニ・ラームナートは、サーラーがコンプレックスを持つキャラクターを演じるための「経験や知識が不足している」と批評しており、「彼女のヤングフェイスにカメラを近付けても、欠点が大きくなるだけだ」と付け加えている。同作はボックスオフィス・ボムとなった。同年5月にデーヴィド・ダワンの『Coolie No. 1』でヴァルン・ダワンと共演する。Amazonプライムの視聴回数は好調だったものの、批評家からの評価は芳しくなかった。ファーストポストのアンナ・M・M・ヴェティカドはサーラーについて「主人公の恋敵という枠を埋める以上のことは何もしていない」と酷評している。
2021年にはアーナンド・L・ラーイの『Atrangi Re』で心的外傷後ストレス障害に悩まされる女性を演じ、アクシャイ・クマール、ダヌシュと共演した。同作はCOVID-19パンデミックによる劇場封鎖に伴い公開が延期され、最終的にDisney+ Hotstarで公開された。批評家からは混合的な評価となり、ヒンドゥスタン・タイムズのモニカ・ラーワル・ククレージャはサーラーの演技の幅広さとビハール語訛りの台詞を高く評価し、彼女を「映画の魂」と絶賛しており、一方でミント紙のウダイ・バティアはサーラーの「耳障りなビハール語訛りの台詞」を酷評している。

## パブリックイメージ
Rediff.comの「ベスト女優2021」で第9位、GQ誌が2022年に発表した「最も影響力のあるインドの若者30」では第7位ランクインしている。ザ・タイムズ・オブ・インディアの「最も魅力的な女性50」にも選出されており、2018年に第30位、2019年に第27位、2020年に第24位にランクインした。また、ファンタ、プーマ、ペプシコ、ヴィート、クルクレーなど複数のブランドのエンドーサーとして知られており、2022年にはアパレルブランド「ソウル・ストア」のエクイティ・パートナーになった。
女優以外にも様々な活動に参加しており、COVID-19パンデミックの際にはソーヌー・スードの財団に酸素吸入器を寄付したほか、2021年にはカイラシュ・サティーアーティ児童基金と協力して、COVIDO-19パンデミックで親を失った孤児の支援を行っている。

## フィルモグラフィー
- Kedarnath（2018年） - マンダカニ・ミシュラ[64]
- シンバ（英語版）（2018年） - シャグン[65]
- Love Aaj Kal（2020年） - ゾー・チャウハン[66]
- Coolie No. 1（2020年） - サーラー・ロザリオ[67]
- Atrangi Re（2021年） - リンク/マンジャーリー・スーリヤヴァンシー[68]
- Gaslight（2023年） - ミーシャ/ファーティマー[69]
- Zara Hatke Zara Bachke（2023年） - ソムヤ・チャーウラー[70]
- Rocky Aur Rani Kii Prem Kahaani（2023年） - カメオ出演[71]

## 受賞歴

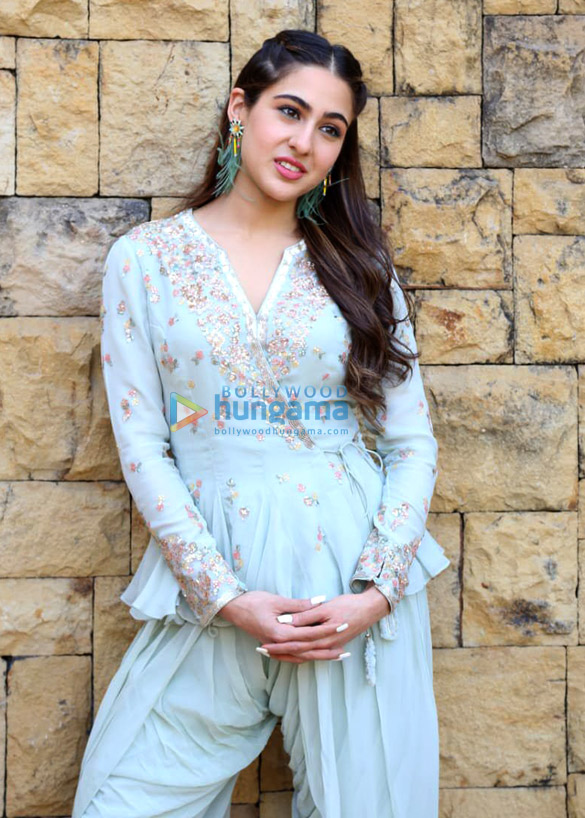
サーラー・アリー・カーン（2018年）

| 年                                                   | 部門                                     | 作品名                   | 結果             | 出典             |
| フィルムフェア賞                                     | フィルムフェア賞                         | フィルムフェア賞         | フィルムフェア賞 | フィルムフェア賞 |
| ---------------------------------------------------- | ---------------------------------------- | ------------------------ | ---------------- | ---------------- |
| 2019年                                               | 新人女優賞                               | 『Kedarnath』            | 受賞             | [ 72 ]           |
| 国際インド映画アカデミー賞                           |                                          |                          |                  |                  |
| 2019年                                               | 新人女優賞                               | 『Kedarnath』            | 受賞             | [ 73 ]           |
| スター・スクリーン・アワード                         |                                          |                          |                  |                  |
| 2019年                                               | 新人女優賞                               | 『Kedarnath』            | 受賞             | [ 74 ]           |
| ジー・シネ・アワード                                 |                                          |                          |                  |                  |
| 2019年                                               | 新人女優賞                               | 『Kedarnath』            | 受賞             | [ 75 ]           |
| ヴォーグ・ビューティー・アワード                     |                                          |                          |                  |                  |
| 2019年                                               | 新人女優賞                               | N/A                      | 受賞             | [ 76 ]           |
| GQアワード                                           |                                          |                          |                  |                  |
| 2019年                                               | ブレイキング・タレント賞                 | 『Kedarnath』 『シンバ』 | 受賞             | [ 77 ]           |
| ニコロデオン・キッズ・チョイス・アワード・インディア |                                          |                          |                  |                  |
| 2019年                                               | 新人俳優賞                               | N/A                      | 受賞             | [ 78 ]           |
| 2022年                                               | フェイバリット・ファッション・アイコン賞 | N/A                      | 受賞             |                  |
| ロークマット・スタイリッシュ・アワード               |                                          |                          |                  |                  |
| 2021年                                               | スタイリッシュ・ユース・アイコン賞       | N/A                      | 受賞             | [ 79 ]           |
| インド・テレビジョン・アカデミー賞                   |                                          |                          |                  |                  |
| 2022年                                               | オリジナル映画部門主演女優賞             | 『Atrangi Re』           | ノミネート       | [ 80 ]           |
| ピンクヴィッラ・スタイル・アイコン・アワード         |                                          |                          |                  |                  |
| 2022年                                               | 大衆選出スーパー・スタイリッシュ女優賞   | N/A                      | 受賞             | [ 81 ]           |
| ボリウッド・ハンガマ・スタイル・アイコン             |                                          |                          |                  |                  |
| 2023年                                               | スタイリッシュ女優賞                     | N/A                      | ノミネート       | [ 82 ]           |
| 2023年                                               | 大衆選出スタイリッシュ女優賞             | N/A                      | ノミネート       | [ 82 ]           |
| 2023年                                               | スタイリッシュ・ユース・アイコン賞       | N/A                      | ノミネート       | [ 82 ]           |